# Nara Yumco
Nara Yumco (kinesiska: 拿日雍错) är en sjö i Kina. Den ligger i den autonoma regionen Tibet, i den sydvästra delen av landet, omkring 170 kilometer sydost om regionhuvudstaden Lhasa. Nara Yumco ligger 4 749 meter över havet. Arean är 22,2 kvadratkilometer. Trakten runt Nara Yumco består i huvudsak av gräsmarker. Den sträcker sig 7,6 kilometer i nord-sydlig riktning, och 5,2 kilometer i öst-västlig riktning.
Genomsnittlig årsnederbörd är 964 millimeter. Den regnigaste månaden är juli, med i genomsnitt 194 mm nederbörd, och den torraste är december, med 4 mm nederbörd.